# إميل كريستنسن
إميل كريستنسن هو مصارع هاوي دنماركي، ولد في 23 نوفمبر 1890 في فريدريكسبرغ في الدنمارك، وتوفي في 10 أكتوبر 1973 في كوبنهاغن في الدنمارك.

## وصلات خارجية
- إميل كريستنسن على موقع أوليمبيديا (الإنجليزية)